# Saint-Fréjoux
Saint-Fréjoux är en kommun i departementet Corrèze i regionen Nouvelle-Aquitaine i de centrala delarna av Frankrike. Kommunen ligger  i kantonen Ussel-Est som tillhör arrondissementet Ussel. År 2022 hade Saint-Fréjoux 263 invånare.

## Befolkningsutveckling
Antalet invånare i kommunen Saint-Fréjoux
Referens:INSEE